# Сарбур
 Тази статия е за града във Франция, наричан и Саарбург.  За града в Германия вижте Саарбург.  
Сарбу̀р (на френски: Sarrebourg, [saʁbuʁ]) е град в североизточна Франция, административен център на окръг Сарбур-Шато Сален в департамента Мозел на регион Гранд Ест. Населението му е около 12 000 души (2020).
Разположен е на 285 метра надморска височина в североизточния край на Лотарингското плато, на бреговете на река Саар и на 54 километра западно от Страсбург. Селището се споменава за пръв път през I век, а през Средновековието е владение на епископите на Мец, което се превръща в оживен търговски център на пътя от Лотарингия към долината на Рейн. Присъединено е към Франция през 1661 година, а през 1871 – 1919 година е в границите на Германия като част от областта Елзас-Лотарингия.